# Capitana Phasma
La capitana Phasma és un personatge de ficció de l'univers de Star Wars, aparegut per la primera vegada en l'episodi VII de la saga El despertar de la força. Ella forma part del Primer Orde exercint de comandant de les legions de Stormtroopers. Destaca de les altres tropes per tindre una armadura cromada i una capa negra amb un brodat roig.
Ella dirigeix personalment la secció de stormtrooper FN-2187, rebatejada com Finn després de la fuga d'aquest mateix personatge. Ella és capturada per Finn, Han Solo i Chewbacca, forçada a desactivar la barrera del planeta-arma Starkiller. A continuació és llançada a un contenidor de fem de la base. Tanmateix, aconsegueix fugir abans de la destrucció del planeta.

## Personatge
El comandant de les tropes d'assalt de la Primera Ordre, el capità Phasma és descrit com un "comandant veterà dur" i un d'un "triumvirat al comandament" de la Primera Ordre al costat de Kylo Ren i el general Hux. Christie va comparar Phasma amb Boba Fett en el sentit de ser un personatge que, tot i que no està "al capdavant de l'acció tot el temps", encara té "molt impacte". L'actriu va anomenar el personatge "una força malèvola" que es complau amb la seva crueltat, cosa que va atribuir a un viatge percebut difícil per convertir-se en l'única dona d'assalt de rang. Per contrastar amb altres Stormtroopers de la franquícia, Christie va retratar Phasma amb certa feminitat i descarada. Glen Robert Gill, escrivint per Bright Lights Film Journal, va veure Phasma com "l'emanació demoníaca o negativa de l'anima virginal ".

## Aparicions

### Pel·lícula

#### The Force Awakens(2015)
El segon tràiler de la pel·lícula de 2015 Star Wars: The Force Awakens va presentar el personatge. Quan s'obre la pel·lícula, Phasma lidera un atac a Tuanul, un poble d'assentaments al planeta desert Jakku, a la recerca d'un mapa de galàxies que condueixi a l'últim Jedi, Luke Skywalker. Després de guanyar la batalla, Phasma i els altres soldats d'assalt executen els habitants del poble restants. De tornada a l' Star Destroyer Finalizer de classe Resurgent, es troba amb el soldat d'assalt FN-2187 i li recrimina que s'hagi tret el casc sense permís. Més tard, FN-2187 fuig i allibera Poe Dameron (que el rebateja com a Finn) .). Phasma està present quan es descobreix la deserció de Finn; ella esmenta que Finn mai havia comès cap infracció en el passat. Més tard, quan Finn, Han Solo i Chewbacca s'infiltren a la Base Starkiller, prenen Phasma com a ostatge i la pressionen perquè desactivi els escuts de la base, amb la intenció de deixar-la caure al compactador d'escombraries. Tanmateix, ella escapa durant la destrucció de la base.

#### The Last Jedi(2017)
Phasma apareix a Star Wars: The Last Jedi quan Finn, la mecànica Rose Tico i el DJ pirata informàtic s'infiltren al Star Dreadnought Supremacy de classe Mega, un vaixell insígnia de 60,4 km (37,5 milles) d'ample, en un intent de desactivar el dispositiu de seguiment de la nau. Són capturats i portats davant Phasma i els seus soldats d'assalt. Phasma es burla de Finn i ordena la seva execució amb Rose d'una manera "lenta i dolorosa". Abans que això pugui passar, el vicealmirall Holdo clava el seu MC85 Star Cruiser Raddus a la Supremacia.a la velocitat de la llum. En el caos següent, Phasma i Finn lluiten. Al principi, Phasma agafa el avantatge, tirant a Finn a un pou. Finn surt il·lès de la fossa, muntant el seu ascensor; derroca a Phasma, trencant la visera del seu casc i deixant al descobert part de la seva cara al voltant de l'ull esquerre. El terra s'enfonsa sota Phasma, i ella cau a les flames de sota.
En una escena esborrada, la batalla amb Phasma i el seu destí són molt diferents: ella i quatre soldats d'assalt aconsegueixen envoltar en Finn, que es burla de Phasma sobre el compliment de les seves demandes a The Force Awakens. Abans que els soldats d'assalt puguin girar-se contra ella, Phasma els mata a tots i després es prepara per atacar a Finn, però ell aconsegueix tallar-li la mà i la llança contra les restes del vaixell.
El director de The Last Jedi, Rian Johnson, va dir que el paper secundari limitat de Phasma a la pel·lícula es devia a limitacions de temps i a un repartiment de personatges ja important, i va indicar que no hi havia altres plans per a Phasma a les pel·lícules. Tot i que el destí de Phasma es va deixar desconegut i es va insinuar la possibilitat del seu retorn a Star Wars: The Rise of Skywalker, John Boyega va confirmar oficialment al panell de l'Episodi IX, durant la celebració de Chicago, que Phasma havia mort efectivament a The Last Jedi .